# 64
64（六十四、ろくじゅうよん、ろくじゅうし、むそよん、むそじあまりよっつ）は、自然数また整数において、63の次で65の前の数である。

## 性質
- 64は合成数であり、正の約数は 1, 2, 4, 8, 16, 32, 64 である。
  - 約数の和は127。
    - 約数の和が奇数になる13番目の数である。1つ前は50、次は72。
    - 約数の和が素数になる6番目の数である。1つ前は25、次は289。

  - 約数を7個もつ最小の数である。次は729。
    - 約数を7個もつ最小の数である。1つ前の6個は12、次の8個は24。(オンライン整数列大辞典の数列 A005179)

  - 約数の和と元の数との積が完全数になる4番目の超完全数である。1つ前は16、次は4096。(オンライン整数列大辞典の数列 A019279)
64 × σ(64) = 8128 (ただし σ は約数関数)
    - 完全数8128の約数である。1つ前は32、次は127。(オンライン整数列大辞典の数列 A133024)
      - 完全数の約数とみたとき14番目の数である。1つ前は62、次は124。(オンライン整数列大辞典の数列 A096360)
- 1/64 = 0.015625
  - 逆数が有限小数になる12番目の数である。また、2i × 5j (i ≧ 0, j ≧ 0) で表せる12番目の数となる。1つ前は50、次は80。(オンライン整数列大辞典の数列 A003592)
    - 2−n (n は自然数) は小数点以下が n 桁の有限小数になる。1/64 は 2−6 なので、小数第六位の有限小数になる。
    - 十進法では n ≧ 2 のとき、この有限小数の下二桁は 25 である。また、n ≧ 3 のとき、この有限小数の下三桁は、奇数であれば 125、偶数であれば 625 となる。
- 64 = 82
  - 8番目の平方数である。1つ前は49、次は81。
  - n = 2 のときの 8n の値とみたとき1つ前は8、次は512。
  - 64 = (2 × 4)2
    - n = 4 のときの (2n)2 の値とみたとき1つ前は36、次は100。(オンライン整数列大辞典の数列 A016742)
    - n = 2 のときの (4n)2 の値とみたとき1つ前は16、次は144。(オンライン整数列大辞典の数列 A016802)

  - 64 = 1 × 2 × 4 × 8
    - 8 の約数の積で表せる数である。1つ前は7、次は27。(オンライン整数列大辞典の数列 A007955)
    - 初項 1、公比 2 の等比数列における第4項までの総乗である。1つ前は8、次は1024。(オンライン整数列大辞典の数列 A006125)
      - この値は n = 4 のときの 2n(n−1)/2 の値である。
- 64 = 43
  - 4番目の立方数である。1つ前は27、次は125。
  - n = 3 のときの 4n の値とみたとき1つ前は16、次は256。
  - n = 4 のときの nn−1 の値とみたとき1つ前は9、次は625。(オンライン整数列大辞典の数列 A000169)
  - n = 1 のときの 42n+1 の値とみたとき1つ前は4、次は1024。(オンライン整数列大辞典の数列 A013709)
  - n = 2 のときの (2n)n+1 の値とみたとき1つ前は4、次は1296。(オンライン整数列大辞典の数列 A085532)
  - 64 = 4 × 24
    - n = 2 のときの 4n4 の値とみたとき1つ前は4、次は324。(オンライン整数列大辞典の数列 A141046)
    - n = 4 のときの n × 2n の値とみたとき1つ前は24、次は160。(オンライン整数列大辞典の数列 A036289)

  - 64 = (2 × 2)3
    - n = 2 のときの (2n)3 の値とみたとき1つ前は8、次は216。(オンライン整数列大辞典の数列 A016743)

  - 64 = 1 × 4 × 16
    - 初項 1、公比 4 の等比数列における第3項までの総乗である。1つ前は4、次は4096。(オンライン整数列大辞典の数列 A053763)
      - この値は n = 3 のときの 2n(n−1) の値である。
- 64 = 26
  - 6番目の2の累乗数である。1つ前は32、次は128。
  - 2番目の6乗数である。1つ前は1、次は729。
    - 64は平方数と立方数の性質を両方あわせもつ数である。

  - 64 = 23!
    - n = 3 のときの 2n! の値とみたとき1つ前は4、次は16777216。(オンライン整数列大辞典の数列 A050923)
- 64 = 4 × 24
  - n = 4 のときの n × 2n の値とみたとき1つ前は24、次は160。(オンライン整数列大辞典の数列 A036289)
- 64 = 26 × 30
  - 2i × 3j (i ≧ 0, j ≧ 0) で表せる17番目の数である。1つ前は54、次は72。(オンライン整数列大辞典の数列 A003586)
- 九九では 8 の段で 8 × 8 = 64 (はっぱろくじゅうし) と1通りで表される。偶数で表し方が1通りしかないのは64のみ。
- 各位の和(数字和)が10になる6番目の数である。1つ前は55、次は73。
- 6乗した数の各位の和が元の数になる最大の数である。1つ前は26。(オンライン整数列大辞典の数列 A046459)
646 = 68719476736 → 6 + 8 + 7 + 1 + 9 + 4 + 7 + 6 + 7 + 3 + 6 = 64
  - n = 6 のときの n 乗した数の各位の和が元の数になる最大の数とみたとき1つ前の5乗は46、次の7乗は68。(オンライン整数列大辞典の数列 A046000)
- 64 = 82 = 28 + 62

## その他 64 に関すること
- 原子番号 64 の元素はガドリニウム (Gd)。
- チェスの盤と、リバーシの盤の升目は64個である。
- 六十四卦：八卦を 2つ重ねたもので、易（卜占）に使われる。第64番目の卦は、火水未済。
- クルアーンにおける第64番目のスーラは騙し合いである。
- ビートルズは、「When I'm Sixty-Four」を、“Sgt. Peppers Lonely Hearts Club Band”(1967) にて発表した。ポール・マッカートニーが、少年時に定年65歳間際の状況を想像して作ったという。多くのカバー、リミックスが為されている。2003年7月にイギリスのブレア首相が北京を訪問した際、聴衆との質疑応答でビートルズの曲をリクエストされ、妻シェリーが同曲を咄嗟に歌った。これが後に抽出されてダンスナンバーとして加工され、欧州のクラブで流行した。
- 六四事件は1989年6月4日における中国の学生運動の武力鎮圧で知られる六四天安門事件の別称。略して六四とも。中国のネット検閲の対象となる。なお5月35日を表す535も同じ隠語として管理対象となる。
- 第64代天皇は円融天皇である。
- 日本の64代目の内閣総理大臣は、田中角栄。
- 日本で最も長い元号である昭和は64年まで続いた。
- 姓名学では小心者で衰退、離散する凶数とされる。
- 大相撲の第64代横綱は曙太郎である。
- 第64代ローマ教皇はグレゴリウス1世（在位：590年9月3日～604年3月12日）である。
- 年始から数えて64日目は3月5日、閏年では3月4日。
- 2の6乗であることから情報工学分野において高頻度で目にする値である（64ビットも参照）。またこれに関連してCPUアーキテクチャなどに因んだ商品名が多数存在する。
  - AMD64 AMD が開発した64bit CPU命令セット。これに対応した製品はAthlon64、Turion 64 のように '64' が付与された時期があった。
  - コモドール64 搭載RAMが64kバイトであったことから。
  - 任天堂のテレビゲーム機、NINTENDO 64 は「ロクヨン」と呼ばれた。この数字は NINTENDO64 が MIPS R4300i カスタム搭載の64ビット機であることに由来し、8ビット機、16ビット機と続いた同社の次世代マシンの象徴的数字であった。
  - SNKのアーケードゲーム基板、ハイパーネオジオ64。CPU が MIPS R4600 であることから。
  - Base64 - 64種類の英数字のみが使用可能なエンコード方式。
- 横山秀夫の小説に『64（ロクヨン）』という作品がある。
- 軽自動車における出力の自主規制値が64PS。

### ロクヨン
名前に「64」が入っているものには、「ロクヨン」の愛称が付けられることがある。先の NINTENDO64 以外にも、以下のものがある。
- 日本の電気機関車、国鉄EF64形電気機関車。
- 自衛隊が採用した国産自動小銃、64式7.62mm小銃。
- ニコン、キヤノン等が製造している、600mm f/4の望遠単焦点レンズ。